# 1944 en journalisme
Cet article présente les faits marquants de l'année 1944 en journalisme.

## Évènements
- Création du journal Le Monde[1].
- Disparition du quotidien papier Le Petit Journal créé en 1863[2].

### Août
- 4 août : Création du journal Ouest-France[3].
- 20 août : Naissance de l'Agence France-Presse[4].
- 22 août : Création du journal Le Parisien[5].
- 29 août : Création du journal Sud Ouest[6].

### Septembre
- 5 septembre : Création du journal Nord Éclair[7].